# Melissa Coghlan
Pour les articles homonymes, voir Coghlan.
Melissa Coghlan est une réalisatrice et productrice canadienne.

## Filmographie

### Comme réalisatrice
- 2009 : The Agents (série télévisée)
- 2013 : Money Moron (en) (série télévisée) (12 épisodes)
- 2015 : The INTERAC 21 Day Credit-Free Challenge (mini-série)

### Comme productrice
- 2006 : Life and Times (en) (série télévisée documentaire) (1 épisode)
- 2007 : One x One Gala (téléfilm)
- 2009 : Amerika Idol (documentaire)
- 2016 : Below Her Mouth
- 2018 : Back in Time for... (en) (mini-série documentaire) (2 épisodes)